# Wild Child (film)
Wild Child è un film del 2008 diretto da Nick Moore.
È stato l'ultimo film di Natasha Richardson, deceduta l'anno successivo.

## Trama
Poppy Moore è una bella sedicenne californiana ricca, ribelle e molto viziata, orfana di madre. Il giorno in cui la fidanzata del padre deve trasferirsi nella loro casa, la ragazza invita tutti gli amici nella villa e per fare un dispetto al padre e alla sua nuova compagna organizza un party per poi buttarsi in mare con i vestiti della matrigna. Il padre, esasperato dal carattere capriccioso, arrogante e maleducato della figlia, decide quindi di mandarla in Inghilterra, nel collegio inglese Abbey Mount School, una scuola dalle regole estremamente rigide.
Poppy si ritrova in un ambiente ostile e per lei fuori dalla normalità e soprattutto noioso, e inizia a trattare le sue compagne di stanza come plebee; inoltre la caposcuola Harriet, ragazza opportunista, altezzosa e prepotente, ostacola ogni sua idea di libertà. Allora le sue compagne di stanza, capendo che Poppy non abbia intenzione di rimanere nel collegio e per evitare di avere altri problemi con le autorità della scuola, l'aiutano ad escogitare un piano: combinare ogni bravata possibile per andare davanti alla corte d'onore e farsi espellere. Ma la direttrice, la signora Kingsley, donna molto determinata e paziente, ha promesso al signor Moore di aiutare Poppy e nonostante le varie bravate non la espelle.
Quindi le ragazze escogitano un altro piano: Poppy deve rimorchiare l'affascinante figlio della direttrice, Freddie, in modo che la signora Kingsley si infuri, dato che è iper-protettiva nei confronti del figlio. Nei preparativi per il ballo, Poppy capisce che è ormai sinceramente legata alle compagne di stanza da un'amicizia che non aveva notato soprattutto quando va con loro in città a fare shopping a comprare i vestiti da indossare al ballo e a cambiare colore di capelli. Al ballo della scuola Poppy attira le simpatie di tutti compresa l'attenzione di Freddie ma quando i due, in un momento di intimità, si stanno quasi per baciare, vengono interrotti dalle amiche di Harriet, Jane e Charlotte, che decidono di non dirle niente, dato che la ragazza ha una cotta per Freddie e non poco si infurierebbe.
Intanto Poppy entra nella squadra di Lacrosse, dove ne diventa il capitano e l'allenatrice e grazie ai suoi consigli porta la squadra, dopo trent'anni di sconfitte, alle finali del campionato. Dopo un po' di tempo, Poppy e Freddie hanno un appuntamento, vanno in un paesino, parlano delle loro vite imparando a conoscersi e finalmente si baciano. Poppy capisce di essere veramente innamorata del ragazzo e inizia a considerare l'idea di non andarsene, poiché affezionatasi al posto e alle sue compagne. Ma Harriet, volendo liberarsi della ragazza, approfittando del fatto che Poppy ha lasciato erroneamente aperto il suo accesso alla posta elettronica, stampa delle false mail dalla casella di posta di Poppy: in una, fingendosi Poppy che scrive all'amica Ruby, dice che le ragazze con cui condivide la stanza sono solo delle ignoranti e che le sta soltanto usando per uscire dalla scuola, e la consegnerà alle cinque ragazze, nell'altra spiega il piano per rimorchiare e manipolare Freddie. Sia le ragazze che Freddie rimangono profondamente delusi.
Poppy cerca di chiarirsi con loro, ma a nulla servono i suoi sforzi. Una notte si trova davanti alla dispensa con il suo accendino "I LOVE LA", a parlare al telefono con la sua amica Ruby (ma nel momento di riattaccare scopre che l'amica sta uscendo con il suo ragazzo e la sta tradendo, cosa che la rende ancora più triste e la fa sentire ancora più sola), quando accidentalmente parte una fiamma e la tenda inizia a prendere fuoco. Poppy riesce a spegnere il piccolo fuoco e se ne va, lasciando là il suo accendino, non accorgendosi che Drippy, una sua amica, era andata dentro la dispensa come ogni notte per mangiare del gelato. Poppy torna a dormire ma durante la notte sente il rumore delle finestre che si infrangono, vede le fiamme dalla finestra e allora suona l'allarme di incendio. Evacuate tutte le ragazze, Poppy si ricorda che Drippy probabilmente era nelle cucine e che accidentalmente dallo spavento si era chiusa dentro la dispensa e coraggiosamente corre a salvarla. Nel rientrare nelle camere, Freddie chiama a parte Poppy e le fa vedere che ha trovato sul luogo dell'incendio il suo accendino rimanendone doppiamente deluso. Poppy si fa coraggio e va a confessare tutto alla direttrice, che con grande dispiacere poiché ha compreso e visto quanto Poppy sia maturata deve convocare la corte d'onore, formata da tutte le studentesse della scuola.
Poppy, dopo aver parlato con la signora Kingsley e aver confessato che l'incendio è partito a causa sua, vede appesa al muro una foto dell'unica volta in cui la squadra di Lacrosse aveva vinto il campionato e nota che il capitano era proprio sua madre. Capisce di appartenere veramente a questa scuola, ma ormai sembra troppo tardi. Prima che di incontrare la corte d'onore, Poppy incontra Freddie, il quale in un momento di calma capisce quanto la ragazza sia sinceramente pentita e la conforta e i due si riappacificano. Mentre si svolge il "processo", le ragazze amiche di Poppy, scoprono che è stata Harriet a scrivere le mail, notando che ci sono alcune parole che Poppy non utilizza mai, quindi vanno di corsa alla corte d'onore e cercano di salvare Poppy e a sorpresa anche tutte le studentesse della scuola si prodigano per aiutarla ma invano. Harriet furiosa per la cosa è più agguerrita che mai, ma si tradisce parlando dettagliatamente dell'accendino di Poppy, quando nessuno l'aveva nominato (gli unici a sapere di questo particolare erano Freddie, la signora Kingsley e la stessa Poppy); con questa nuova prova Harriet viene espulsa. Poppy è salva e si riconcilia con le sue amiche, ma anche e definitivamente con Freddie.
Alla finale di Lacrosse inizialmente le ragazze partono svantaggiate ma grazie all'incoraggiamento di Poppy e al suo metodo la squadra trionfa sugli avversari, ad assistere alla partita c'è anche il padre di Poppy che vede la figlia molto cambiata e più felice. Padre e figlia si rivedono e riallacciano i loro rapporti, che si erano incrinati dopo la morte della madre della ragazza. Le ragazze vincono con orgoglio e gioia il campionato, mentre Harriet riceve una più che meritata punizione anche dalle sue ex compagne di classe per tutte le angherie che hanno passato.
Alla fine Poppy invita le sue nuove amiche e Freddie a passare l'estate nella sua villa in California.

## Distribuzione
In Italia, il film è uscito direttamente in DVD.
Gran Bretagna: agosto 2008.